# Borschi (pueblo)
Borschi  (ucraniano: Борщі) es una localidad del Raión de Kotovsk en el Óblast de Odesa de Ucrania. Según el censo de 2001, tiene una población de 1724 habitantes.